# Žerotínovo náměstí (Brno)
Žerotínovo náměstí, pojmenované po Karlu starším ze Žerotína (moravského pána a politika, podporovatele J. A. Komenského a Jednoty bratrské), je náměstí v Brně ležící severozápadně od dopravního uzlu Česká. Náměstí se nachází na pomezí čtvrtí Brno-město a Veveří, v městské části Brno-střed. Půdorys náměstí je ve tvaru protáhlého trojúhelníku, resp. včetně plochy před Bílým domem jde přibližně o nepravidelný pětiúhelník. Formálně k němu patří i krátká uliční spojka do Moravského náměstí. Náměstí se nachází vně historického jádra města, je jedním z reprezentativních prostranství vzniklých po zbourání někdejších brněnských hradeb.
První pojmenování s datací 24. 5. 1867 uvádí Radwitplatz, též Raduitplatz (Radwitovo, též Raduitovo náměstí), podle plukovníka J.-L. Raduita de Souches, velitele úspěšné obrany Brna před Švédy roku 1645. Současný název získalo náměstí v prosinci 1918. Za nacistické okupace byl dočasně navrácen název Ratwitplatz / Ratwitovo náměstí, od roku 1946 se prostranství opět jmenuje Žerotínovo.

## Charakter
Po obvodu náměstí stojí honosné vícepatrové budovy, v nichž sídlí řada významných institucí. Uprostřed mu dominuje rušná křižovatka na křížení brněnského malého okruhu a ulic České, Veveří a Marešovy, napříč jím vede i vytížená tramvajová a trolejbusová trať. Z toho důvodu je veřejný prostor funkčně roztříštěn na několik ploch – parčík na východní straně před rektorátem navazující na pěší zónu Česká, prostranství na severozápadě před Bílým domem, zeleň za kostelem J. A. Komenského a zeleň a parkoviště za Ústavním soudem.

## Budovy a instituce

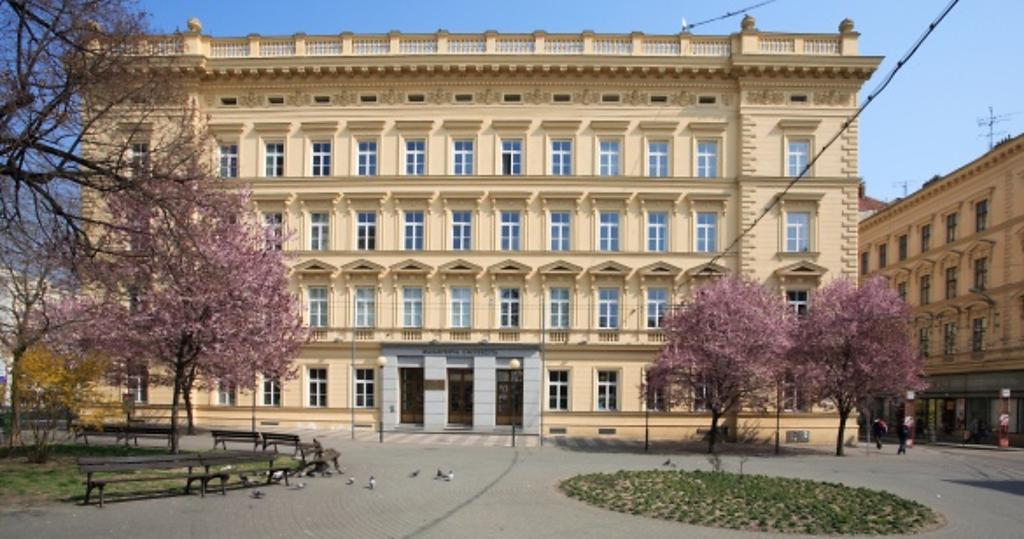
Kounicův palác, sídlo rektorátu MU

Žerotínovo náměstí obklopují významné veřejné budovy převážně z druhé poloviny 19. století a počátku 20. století.
- Kounicův palác – nynější sídlo Rektorátu Masarykovy univerzity – Žerotínovo nám. 9. Tuto budovu věnoval hrabě Václav Robert Kounic v roce 1908 Spolku Kounicových kolejí českých vysokých škol v Brně, jako ubytovnu pro nemajetné studenty.[4]
- Soubor Zemských domů:
  - Zemský dům I – postaven 1875–78 původně jako moravská zemská sněmovna, dnes Ústavní soud (Žerotínovo nám. 8, zadní strana budovy – hlavní vchod je z Joštovy ulice).
  - Zemský dům II aneb Nový zemský dům – dnešní hlavní sídlo Krajského úřadu Jihomoravského kraje – Žerotínovo nám. 3. Postavena v letech 1906–07 podle plánů architekta Ferdinanda Hracha.
  - Zemský dům III – Žerotínovo nám. 1. Postavena v 30. létech 20. století jako rozšíření Nového zemského domu.[5] Sídlila v ní např. Univerzitní knihovna a od roku 2003 i tuto budovu využívá krajský úřad.
- Tzv. Bílý dům – Žerotínovo nám. 6. Nachází se na místě bývalého českého divadla na Veveří (zbořeného roku 1952). Postaven v 70. letech původně jako sídlo Komunistické strany, nyní zde sídlí kulturní instituce (Sál Břetislava Bakaly) a poliklinika. Před domem je prostranství se sochou Mima (Pierota) od Jiřího Marka (1986) a chodníkovou malbou „Vidím plno dobrých lidí“ (2023).[6]
- Evangelický kostel Jana Amose Komenského, hovorově zvaný Červený kostel, cihlová pseudogotická budova postavená v letech 1863–1865. Patří mezi nejvýznamnější stavby svého druhu na Moravě.[7] Na náměstí zasahuje zadní stranou, hlavní vchod je z Komenského náměstí.
- Budova německé techniky, dnes Fakulta sociálních studií MU – v jihozápadním rohu náměstí, vchod z Joštovy ulice.